# Munzifa Ghafforova
Munzifa Qahhorovna Ghafforova ou Munzifa Kakharovna Gafarova (tadjik : Мунзифа Қаҳҳоровна Ғаффорова, née le 4 octobre 1924 à Khodjent et morte le 28 juin 2013 à Douchanbé) est une philosophe tadjike. Elle est la première femme originaire d'Asie centrale à recevoir un doctorat en philosophie.

## Biographie
Née à Khodjent, Munzifa Ghaffarova est la fille de deux des premiers enseignants à travailler dans cette ville. Elle est diplômée de l'Institut pédagogique de Léninabad en 1944. De cette période jusqu'en 1947, elle est dirigeante du Komsomol local ainsi que de la branche tadjik du comité culturel du Parti communiste de l'Union soviétique. En 1948, elle épouse Solijon Rajabov, premier secrétaire du comité central de la Ligue de la jeunesse tadjike, avec qui elle a plusieurs enfants. 
Entre 1952 et 1955, elle étudie la philosophie à l'Académie des sciences du Tadjikistan. Elle intègre le département de Marxisme-léninisme comme instructrice senior dans la section féminine de l'Institut pédagogique de Douchanbé où elle travaille jusqu'en 1957, date à laquelle elle est promue professeure adjointe. En 1962, elle prend la tête du département de philosophie. Trois ans plus tard, elle devient membre du parti communiste. En 1968, elle reçoit son doctorat de philosophie avant de devenir professeure deux ans plus tard. En 1975, elle est promue doyenne de l'Institut.
Ses études sont centrées sur le développement de la personnalité féminine dans la partie est de l'Union soviétique. Elle a entre autres écrit The Spiritual Aspect of the Women of the Soviet East en 1969 et The Women of the Mountain Republic en 1974. Durant sa carrière, elle écrit plus de 200 articles et autres textes publiés.
Pour son œuvre, elle est nommée « Contributrice scientifique distinguée à la culture tadjike » en 1974. Elle reçoit plusieurs prix, entre autres, à deux reprises l'Ordre de la bannière rouge du travail, l'Ordre de l'Amitié des peuples et l'Ordre honoraire du Présidium du Soviet suprême du Tadjikistan.